# The American Journal of Economics and Sociology
The American Journal of Economics and Sociology est une revue universitaire à comité de lecture créée en 1941 par Will Lissner avec le soutien de la Fondation Robert Schalkenbach. Le but de la revue était de créer un forum pour poursuivre la discussion sur les questions soulevées par Henry George, économiste politique, philosophe social et militant politique de la fin du XIXe siècle. Le rédacteur en chef est Clifford W. Cobb.

## Facteur d'impact
Selon le Journal Citation Reports, la revue a un facteur d'impact de 0,455 en 2018, la classant 328e sur 363 dans la catégorie « Économie » et 134e sur 148 dans la catégorie « Sociologie ».